# 中国驻蒙古大使馆
中华人民共和国驻蒙古国大使馆，簡稱中国驻蒙古大使馆，是中华人民共和国驻蒙古國的外交代表机构，位于北京街2号（NO.2 Beijing street）。

## 历史
中華人民共和國與蒙古人民共和國於1949年10月16日建交。雖然中間歷經曲折，但還是在1994年，双方签署《中蒙友好合作关系条约》，为两国关系健康稳定发展奠定了政治和法律基础。

## 机构设置
根据有关规定，中国驻蒙古国大使馆设置下列机构：

### 内设机构
- 政治处
- 武官处
- 经商处
- 文化处
- 领事侨务处
- 办公室

### 总领事馆
- 中国驻扎门乌德总领事馆